# 瓦爾納州
瓦爾納州是保加利亞的一個州，位於東部黑海沿岸。面積3,820平方公里，2006年人口496,768人。州府瓦爾納，下分为12个市镇。該州大多數居民信奉東正教。